# Giuramento (diritto italiano)
Il giuramento, nel diritto processuale civile italiano, è uno dei mezzi di prova a disposizione delle parti. Esso consiste in una dichiarazione che una parte fa, in giudizio, della verità di determinati fatti a essa favorevoli, accompagnata dal solenne giuramento.
Al contrario della confessione, non viene mai prestato spontaneamente dalla parte, occorrendo per legge il deferimento affidato alla controparte o ad un giudice. Nel primo caso si parla di giuramento decisorio, nel secondo caso si parla di giuramento suppletorio.
L'istituto, in quanto alla sua valenza di prova, è regolato dagli articoli 2736 e seguenti del codice civile italiano e, in quanto alle modalità di assunzione, dagli articoli 233 e seguenti del codice di procedura civile.

## Giuramento decisorio
Il giuramento decisorio è deferito dalla parte, che se ne servirà allorquando non abbia altri mezzi probatori con cui poter dimostrare al giudice la verità del proprio assunto. Il codice afferma esplicitamente che «è decisorio quel [tipo di giuramento] che una parte deferisce all'altra per farne dipendere la decisione totale o parziale della causa».
Questo potere di deferire il giuramento è temperato dalla legge con l'istituto della riferibilità del giuramento, grazie al quale la parte cui è deferito il giuramento può a sua volta provocare il deferente a provare il contrario.
In alcuni casi, il giuramento decisorio risulta essere l'unico modo per provare un fatto. Ne è un esempio il caso della prescrizione presuntiva.

## Giuramento suppletorio
Talvolta è lo stesso giudice che ricorre al giuramento. In questo caso si parla più propriamente di giuramento suppletorio. Tale potere, che indubbiamente costituisce una deroga di rilievo al principio dell'onere della prova, può essere esercitato ad alcune condizioni: da un lato occorre che manchi la prova piena, dall'altro che vi sia un principio di prova.
La parte alla quale il giudice deferisce il giuramento suppletorio non può ovviamente riferirlo.

## Giuramentide veritateede scientia
Col giuramento de veritate una parte è chiamata a giurare in merito a un fatto proprio, di cui non può non aver conoscenza, sicché un'eventuale amnesia è equiparata al rifiuto di giurare; col giuramento de scientia (anche noto come de notitia), invece, la parte è chiamata a giurare in merito alla conoscenza ch'essa ha di un fatto altrui. In quest'ultimo caso, è ammesso il rispondere che non si è a conoscenza del fatto in parola.
Non è possibile modificare la qualificazione del giuramento: la persona cui sia stato deferito un giuramento de veritate, per esempio, non potrebbe rispondere con un giuramento de scientia.

## Capacità delle parti
Conformemente all'articolo 2737 del Codice civile, che richiama il precedente articolo 2731 in materia di confessione, i requisiti prescritti alle parti per deferire o riferire il giuramento consistono nella capacità di disporre del diritto, a cui i fatti oggetto del riferimento si riferiscono.

## Efficacia del giuramento
Giusta l'articolo 2738 del Codice civile, una volta che il giuramento sia stato prestato, la controparte non è ammessa a provare il contrario e il Giudice deve pronunziare sentenza conforme al giurato. Quand'anche il giuramento fosse dichiarato falso, la parte non potrebbe neppure chiedere che la sentenza fosse revocata; questi può, al massimo, domandare che il danno gli sia risarcito, nel caso di una condanna, in sede penale, per falso giuramento.
Al giudice civile, inoltre, è dato di conoscere del reato, ma al solo fine del liquidare un risarcimento, qualora la fattispecie criminosa sia estinta, per esempio per morte del reo.
In caso di litisconsorzio necessario, il giuramento prestato da alcuni soltanto dei litisconsorti è liberamente apprezzato dal giudice.
Infine, in caso di estinzione del processo, le risultanze del giuramento, se dovessero afferire in un nuovo giudizio avente lo stesso oggetto, sarebbero riconosciute come meri argomenti di prova, ai sensi dell'articolo 116, comma secondo, del codice di procedura civile.

## Casi di inammissibilità
Ai sensi dell'articolo 2739 del Codice civile, vi sono dei casi in cui non è permesso il deferire o il riferire il giuramento; un primo limite all'ammissibilità del giuramento è quello del fatto proprio: il giuramento deve essere fatto solo su un fatto proprio o sopra un fatto di cui si ha diretta conoscenza; altri casi sono:
- cause relative a diritti di cui le parti non possono disporre; la ratio di questa norma mira a rendere impossibile alle parti di disporre, in modo larvato, di codesti diritti, mediante una finzione giuridica;
- nelle cause relative alla responsabilità aquiliana, non si può chiedere che taluno giuri sopra un fatto illecito; ciò è prescritto a tutela del presunto danneggiante, il quale non deve poter essere di fronte al dilemma di ammettere d'aver commesso un fatto riprovevole per l'ordinamento oppure di violare la legge, giurando il falso;
- nelle cause ove si deduce in giudizio un'obbligazione, non si può chiedere che taluno giuri sopra a un contratto, per la validità del quale è richiesta la forma scritta; parallelamente al caso dei diritti indisponibili, non si vuole permettere alle parti di violare le norme in materia di prova dei contratti, attraverso questo stratagemma;
- nelle cause ove sia stato ammesso, a titolo di mezzo di prova, un atto pubblico, il giuramento non può essere usato per negare un fatto che, dall'atto, risulti avvenuto alla presenza del pubblico ufficiale che ha formato l'atto stesso; questa norma è prevista, poiché esiste un apposito strumento, vale a dire la querela di falso, posto all'uopo.

## Revocabilità del giuramento
La parte, che ha deferito o riferito il giuramento decisorio, non può più revocarlo quando l'avversario ha dichiarato di essere pronto a prestarlo.
Se, nell'ammettere il giuramento decisorio, il giudice modifica la formula proposta dalla parte, questa può revocarlo.

## Il giuramento nel giudizio di appello
Derogando al divieto d'ammissione di nuove prove nel giudizio d'appello, salve alcune eccezioni, l'attuale ultimo comma dell'articolo 345 c.p.c. statuisce che si può sempre deferire il giuramento decisorio.